# Vật lý trị liệu
Vật lý trị liệu (physical therapy), là ngành y học tổng hợp, bằng cách sử dụng các hiệu ứng vật lý tác động vào cơ thể con người như nhiệt trị liệu, điện trị liệu (gồm cả điện xung và từ trường), khí trị liệu, quang trị liệu, thủy lực trị liệu, cơ học trị liệu, ... để phòng bệnh, chữa bệnh và phục hồi chức năng. Vật lý trị liệu được sử dụng để cải thiện chất lượng cuộc sống của bệnh nhân thông qua khám, chẩn đoán, tiên lượng, can thiệp thể chất và giáo dục bệnh nhân. Nó được thực hiện bởi các nhà vật lý trị liệu (được gọi là nhà vật lý trị liệu ở nhiều quốc gia).
Vật lý trị liệu là các kỹ thuật, còn phục hồi chức năng là mục đích. Vì vậy vật lý trị liệu được sử dụng cho các phòng bệnh, chữa bệnh, phục hồi chức năng.
Ngoài thực hành lâm sàng, các hoạt động khác bao gồm trong ngành vật lý trị liệu bao gồm nghiên cứu, giáo dục, tư vấn và quản trị. Các dịch vụ vật lý trị liệu có thể được cung cấp như điều trị chăm sóc chính hoặc phụ, hoặc kết hợp với các dịch vụ y tế khác.
Đây là khoa học có lịch sử lâu đời nhưng mới được phát triển mạnh gần đây

## Tổng quan
Vật lý trị liệu cố gắng phân loại, định khu các thương tổn, phân tích mối liên quan từ vị trí thương tổn đến các cơ quan khác, cân nhắc lựa chọn cách trị liệu tối ưu, từ đó đưa ra phác đồ điều trị cho từng giai đoạn tiến triển của bệnh tật. Vật lý trị liệu sử dụng bệnh sử, kết hợp các kết quả cận lâm sàng như kết quả xét nghiệm máu, mức loãng xương, mức đau (pain assessment), trương lực cơ, zoom, X-quang, CT hoặc MRI ..v..v.... Nghiệm pháp điện sinh lý (ví dụ, đo điện cơ và kiểm tra tốc độ dẫn truyền thần kinh) cũng có thể được sử dụng. Các bác sĩ sẽ đưa ra phác đồ cụ thể, trị liệu bằng máy tạo nhiệt (nóng hoặc lạnh), điện xung, sóng âm, bức xạ, từ trường chuẩn, từ trường siêu dẫn. Vật lý trị liệu phải kết hợp với dinh dưỡng trị liệu và sinh hoạt trị liệu để có kết quả tối ưu.  Sau quá trình điều trị cấp tính, chuyên gia vật lý trị liệu sẽ thiết kế một chương trình tập luyện và chăm sóc sức khỏe ở nhà. 
Vật lý trị liệu là một nghề nghiệp chuyên nghiệp (không nhất thiết là bác sỹ) có nhiều chuyên ngành bao gồm vận động, thể thao, thần kinh học,, chăm sóc vết thương, EMG, hệ tuần hoàn, lão khoa, chỉnh hình, sức khỏe phụ nữ và nhi khoa. Phục hồi chức năng thần kinh đặc biệt là một lĩnh vực đang nổi lên nhanh chóng. Vật lý trị liệu viên hành nghề ở nhiều cơ sở, như phòng khám vật lý trị liệu tư nhân, phòng khám ngoại trú hoặc văn phòng, phòng khám sức khỏe, bệnh viện phục hồi chức năng, cơ sở điều dưỡng chuyên nghiệp, cơ sở chăm sóc mở rộng, nhà riêng, trung tâm giáo dục và nghiên cứu, trường học, nhà tế bần và nơi làm việc hoặc môi trường nghề nghiệp khác, trung tâm thể dục và cơ sở huấn luyện thể thao.